# Android (robot)

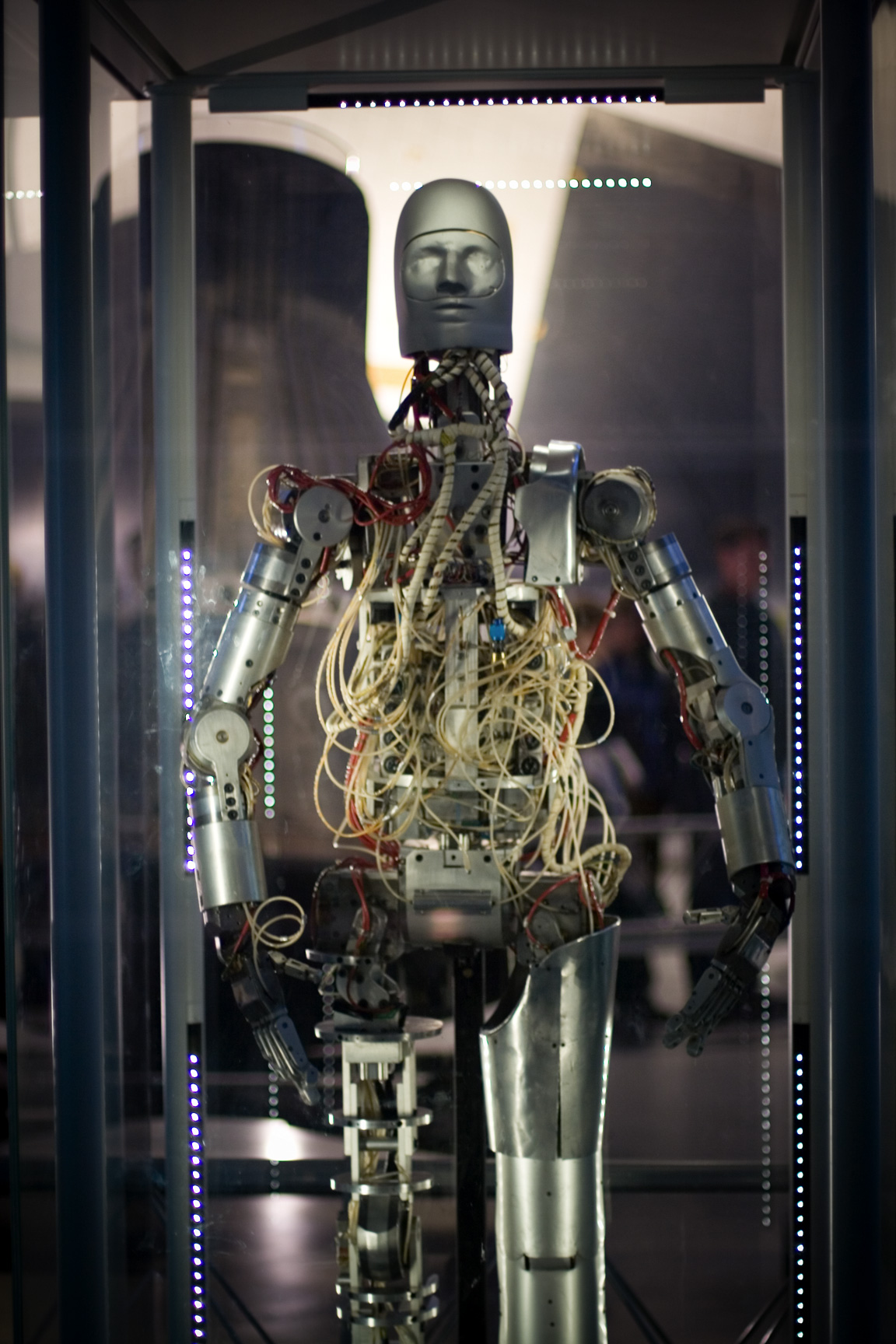
Android

Android (stgr. ἀνήρ, aner, dop. ἀνδρός, andros – „mężczyzna, istota ludzka”; εἶδος, eidos–  „postać, kształt, wygląd, rodzaj”) – robot humanoid, czyli sztucznie stworzona istota, lub urządzenie wykonujące automatycznie pewne zadania, którego kształt przypomina ludzkie ciało. Pojęcie android w postaci Androides zostało odnotowane w roku 1728.
Androidy początkowo były tylko postaciami występującymi w literaturze i filmach science-fiction. Najczęściej android przedstawiany był jako sztucznie wyhodowany i genetycznie zmodyfikowany człowiek, jak w filmie Łowca androidów, lub mechaniczny robot jak w cyklu Fundacja Isaaca Asimova. Pierwszym androidem przedstawionym w filmie był Maschinenmensch z dzieła Fritza Langa Metropolis.
Obecnie postęp robotyki sprawił, że tworzone są pierwsze działające androidy.
Android posiadający cechy kobiece nazywany jest niekiedy fembotem. W związku z powstawaniem działających fembotów, po raz pierwszy w realnym świecie pojawił się problem dotyczący praw robotów, ale w zupełnie innym kontekście, niż wyobrażali to sobie twórcy SF. W październiku 2017 roku, podczas odbywającego się w Arabii Saudyjskiej forum Future Investment Initiative, nadano po raz pierwszy w historii świata obywatelstwo żeńskiemu androidowi Sophie. Ponieważ androidowi przyznano więcej praw obywatelskich, niż w tym kraju posiadają kobiety, podniosły się głosy krytyki z tym związane.

## Androidy w kulturze
Androidy pojawiły się w m.in. następujących filmach lub grach:
- C-3PO – seria filmów Gwiezdne wojny
- Terminator (T-800, T-1000, T-X i Rev-9) – seria filmów Terminator
- Data – seria filmów Star Trek
- Bishop – film Obcy – decydujące starcie
- Ash – film Obcy – ósmy pasażer Nostromo
- Andrew Martin – film Człowiek przyszłości
- David – film A.I. Sztuczna Inteligencja
- Sonny – film Ja, robot
- David – film Prometeusz
- Maschinenmensch – film Metropolis (1927)
- Detroit: Become Human – świat pełny androidów (2018)
- android Calder – film Test pilota Pirxa wg opowiadania Rozprawa Stanisława Lema
- Łowca androidów, Blade Runner 2049

Android występuje w powieści Alfreda Szklarskiego Sobowtór profesora Rawy oraz w książce Philipa Dicka pod tytułem Czy androidy śnią o elektrycznych owcach? Są też tematem Łez Mai oraz Spektrum Martyny Raduchowskiej.  Androidy występują również w mandze i anime Dragon Ball autorstwa Akiry Toriyamy

## Rzeczywistość
Nad skonstruowaniem humanoidalnego robota, mogącego poruszać się w górskim terenie, pracuje amerykańska firma Boston Dynamics zakupiona w 2013 roku przez Google. Podobne badania prowadzi wiele laboratoriów uniwersyteckich na całym świecie (głównie w Japonii). Produkcją robotów humanoidalnych do zastosowań naukowych (jako platformy badawcze) zajmuje się również firma SARCOS.